# Jordhytte (oprindelige amerikanere)
En jordhytte var hjemmet for mange oprindelige amerikanere i byer på prærien gennem århundreder, startende fra omkring år 1000.:168  Over tid og også afhængigt af stammetraditioner og videreudvikling varierede grundplanen fra både rektangulær og oval til cirkelrund. Fire:120  til otte:97  centerstolper udgjorde det bærende fundament for bjælkerne og rafterne, der bar tagets jordlag og støttede jordvæggene. En udvendig, dækket indgang førte ofte hen til selve hytteåbningen, mens et hul midt i loftet lod lys komme ind og røgen fra et centralt ildsted slippe ud. Hyttetaget nåede op i en højde af cirka seks meter eller mere,:53  mens hyttens indre diameter gik fra cirka otte meter og op til det dobbelte. Hytter med flere generationer samlet kunne rumme mere end tredive personer.:7 
De først byggede jordhytter på den nordlige prærie lå i South Dakota, Iowa og de varmere regioner af Minnesota.:168  Med tiden skød indianerbyer op ved navnlig Missouri River og dens mange bifloder lige fra North Dakota i nord og til Kansas i syd.:5  Stammer som pawnee, kansa, hidatsa, otoe og flere andre oprindelige amerikanere levede i byer af jordhytter til over midten af 1800-tallet.:4  Omahaerne og de nærtbeslægtede poncaer byggede også jordhytter efter deres indmarch på prærien, hvor de lærte kunsten af kvinderne i den allerede etablerede arikara-stamme.:75 

## En jordhytte bliver til
At bygge en almindelig jordhytte til en storfamilie var et arbejde navnlig familiens kvinder tog del i,:28  men de ejede den så også gerne eller deres klan gjorde.:45  :26  :326  Mænd hjalp til med de tungeste opgaver.:339  En kvinde kunne behøve en erhvervet ret til at stå med bestemte opgaver under byggeriet, f.eks. overopsynet samt opmålingen af rafter:120  og udhugningen af noter i centerstolperne.:27 
En plads til hytten blev først ryddet for græs og jorden fjernet, så gulvet lå 30-60 cm under jordniveau.:97  Fire centerstolper (afbarkede træstammer) med not i toppen eller naturlige forgreninger blev placeret opret i gravede huller i gulvet og dannede grundfundamentet for jordhytten. Ved hjælp af reb og løftestænger kom fire vandretliggende bjælker på plads mellem centerstolperne. Ti til fjorten stolper, kortere end de første, blev stillet op jævnt fordelt i en rundkreds om centerstolperne et stykke fra dem, afhængigt af hyttens planlagte størrelse. De kortere stolper blev ligeledes forbundet med bjælker. Denne større, ydre ring af bjælker markerede overgangen mellem det skrånende tag og den hældende væg. Bjælkerne gav støtte til tætstillede rafter lænet ind mod dem bagefter, som ville bære taget og jordvæggen. Alt blev bundet fast med strimler af bark eller andet.:97 
Et lag pilegrene, tørret græs og til sidst græstørv eller et lag jord i en tykkelse af over en halv meter:61  dækkede tagrafterne og udgjorde taget.:120-121  I midten af dette var røghullet, der slap lys ind og røg ud. Et smalt vindfang var bygget ud fra hytteåbningen. Åbningen i en pawnee-hytte, der blev anvendt både som et dagligt hjem for en familie og til stamme-ceremonier, vendte mod øst.:14  I hytterne omkring pladsen foran mandanernes ceremoni-hytte var åbningerne rettet mod midten af pladsen med helligdommen ”Vandene trækker sig tilbage”.:111  Omahaerne vædede gulvet til allersidst og antændte græs spredt ud over det for at få det hårdt, så det var let at feje.:98 
Hidatsaerne og mandanerne søgte ned i vinterbyer i lavtliggende, beskyttede floddale, når vinteren var hårdest. Byerne lignede almindelige byer, men hytterne var mindre og bygget med kortere levetid for øje. Når isen i Missouri River smeltede om foråret, skyllede vandmasserne måske hytterne væk alligevel.:44 
En almindelig jordhytte holdt omkring ti år.:61 

## Jordhyttens indretning og brug
Den inderste ende af den smalle hytteindgang var lukket med et løst ophængt skind med påbundne klove, der raslede, når nogen kom ind eller gik ud. Der var gerne rejst en tynd trævæg af flækkede stolper inde i hytten tæt ved indgangen, der tog af for træk. En lille fold til familiens yndlingsheste kunne være bygget lige indenfor entreen, ud mod væggen. Senge på korte ben med sengehimmel og skindforhæng kantede sig op mod væggen næsten hele vejen rundt.
De fire centerstolper markerede hyttens kvadratiske midterfelt med ovenlys, ildsted og kogeplads. Gæster blev vist hen på ærespladsen her. Om natten studerede pawnee-præster det lille udsnit af nattehimlen set gennem røghullet og vidste, at tiden for at gennemføre særlige ceremonier nærmede sig ved tilsynekomsten af bestemte stjernetegn.:13  I udkanten af rummet, hvor den skrånende væg sank ned mod gulvet, lå der små, runde skindbåde, hø til heste, brændestabel og andet. En stor morter af en udhulet træstamme kunne være gravet ned i gulvet, så det var let at støde majskerner til mel. Et område af hytten var helligt og havde en slags smalt alter af pæle med en træhylde, hvorpå der lå hellige genstande. Der var specielle regler for at bevæge sig omkring i denne del af hytten.:18-19  Alteret i en pawnee-hytte var en forhøjning af jord rejst bagest i det vestvendte afsnit af hytten. Hellige bundter hang over alteret fra en bjælke.:7 
Både inde i hytten og udenfor konstruerede kvinderne forrådsgruber på 1.2 kubikmeter eller mere.:139  Her gemte de majs, tørrede squash og andet dyrket i familiens marker.:19  Omahaernes skjulte forrådskammer måtte konstrueres udenfor hytten, da gulvet næsten var hårdt som brændt ler.:98 
Jordhyttens tag var et yndet sted for unge mænd at vise sig frem,:107  og et godt sted at holde øje med, hvad der foregik på prærien.:128  En udråber kunne tage opstilling på et hyttetag, når nyt af betydning for bysamfundet skulle ud til alle.:75 

## Jordhytter med særlige funktioner
Ceremoni-hytter var særligt store og indtog gerne en central plads i byen blandt de stammer, der byggede en.:48 
Arikaraerne sørgede for orden i universet ved at afholde deres stamme-ceremonier i en hytte, der var 24 meter i diameter.:3  Opmålingen, bygningen og indvielsen af en ceremoni-hytte fulgte strenge regler og krævede f.eks. at centerstolperne blev rejst i en bestemt rækkefølge.:57 
Mandanernes ceremoni-hytte havde åbning mod syd:111  og stod ved en åben plads i byen. Den skilte sig ud fra andre jordhytter med sin størrelse og flade facade.:112  Mandan-stammen var inddelt i to hovedgrupper eller halvdele med flere klaner i hver, nemlig en østlig og en vestlig halvdel. Bygningen af ceremoni-hytten var et stammeanliggende, hvor østside-klanerne stod for bygningen af den østvendte del af hytten, mens vestside-klanerne fuldførte bygningens anden side. De førstnævnte placerede lidt gul majs i stolpehullerne og de sidstnævnte små totter bisonhår, inden centerstolperne kom på plads.:29 